# Galbula albirostris
Galbula albirostris е вид птица от семейство Galbulidae.

## Разпространение
Видът е разпространен в Бразилия, Венецуела, Гвиана, Колумбия, Суринам и Френска Гвиана.